# Данильчик, Оксана Алексеевна
Оксана Алексеевна Данильчик (бел. Аксана Данільчык) — белорусская поэтесса, переводчица, литературовед.

## Биография
Pодилась 15 ноября 1970 года в Минске. Окончила филологический факультет БГУ (1993) и аспирантуру при Институте литературы НАН Беларуси (1996). Кандидат филологических наук (2002). Переводит с итальянского языка, исследует итальянскую литературу и её взаимоотношения с белорусской. Автор статей, посвящённых белорусской и итальянской литературам, монографии “Essentia Hominis: канцэпцыя чалавека ў беларускай і італьянскай прозе ХХ стагоддзя на тэму Другой сусветнай вайны” (2022).
Участвовала в создании документального фильма о Янищиц, Евгения Иосифовна «Опасный талант» (2008).
Вместе с поэтом Виктором Жибулем (Жибуль, Виктор Вячеславович) является составителем антологии женской поэзии межвоенного периода «Бліскавіцы» (2017).
Лауреат премии "Золотой апостоф" («Залаты апостраф») журнала «Дзеяслоў»  за лучшую публикацию в номинации "Поэзия" (2021).
Стихи О. Данильчик переводились на английский, итальянский, русский, литовский, польский и украинский языки.

## Книги
- Aбрыс Скарпіёна" (1996)
- IL MEZZOGIORNO.Поўдзень (2006)
- Сон, які немагчыма забараніць (2011)
- Блюмэнштрасэ (e-book) (2018)
- Павуцінка на агрэсце (2005), книги стихов для детей
- Час знешняй адсутнасці (2024)

В 2019 году в Италии вышел поэтический сборник Оксаны Данильчик «Il canto del ghiaccio».